# المؤتمر العربي الفلسطيني
المؤتمر العربي الفلسطيني كان بمثابة المجلس النيابي للشعب الفلسطيني خلال فترة الانتداب البريطاني، إذ تكون من سبعة دورات تمثيلية منذ عام 1919 وحتى عام 1928، شارك فيها ممثلون عن مختلف مناطق فلسطين.

## الدورة الأولى
كانت الدورة الأولى للمؤتمر العربي الفلسطيني عام 1919 بهدف رفض تقسيم سورية وسلخ فلسطين عنها ورفض مخططات إسكان اليهود في فلسطين. عقد المؤتمر في مبنى المتصرفية في القدس في أوائل كانون الثاني 1919 برئاسة عارف الدجاني، وانتخب محمد عزة دروزة سكرتيرا للمؤتمر.

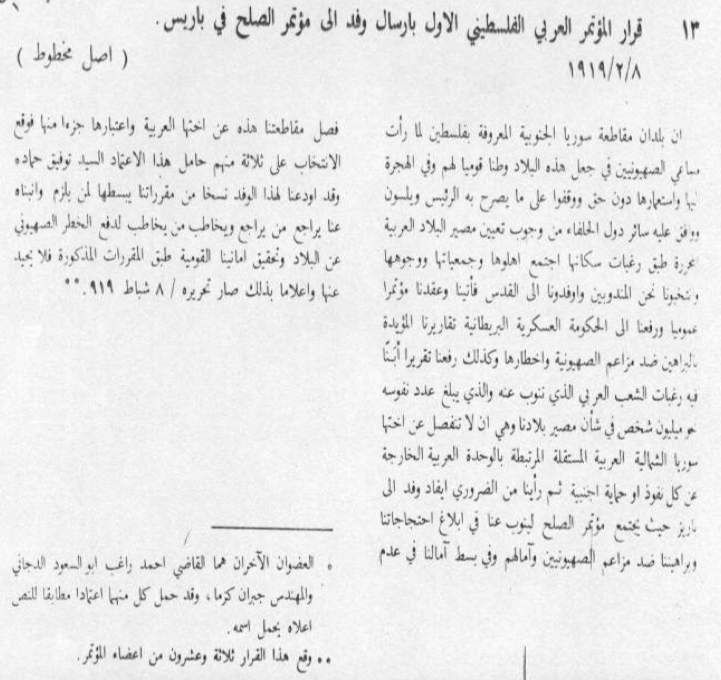
بيان المؤتمر العربي الفلسطيني الأول, عام 1919م

شارك في المؤتمر الأول ممثلون عن مختلف مناطق فلسطين ذكر منهم محمد عزة دروزة في مذكراته:
- عن نابلس: محمد عزة دروزة، إبراهيم القاسم، رامز آغا النمر، أحمد الشكعة، إبراهيم عبد النور.
- عن غزة: سعيد الشوا، محمد الصوراني، خليل بسيسو.
- عن طولكرم: سعيد الكرمي، عبد اللطيف صلاح، عبد اللطيف الحاج إبراهيم.
- عن جنين: نافع العبوشي، حيدر عبد الرحمن عبد الهادي، عبد القادر اليوسف عبد الهادي.
- عن حيفا: رشيد الحاج إبراهيم، اسكندر منسي.
- عن عكا: الشيخ إبراهيم العكي.
- عن صفد: الشيخ أحمد النحوي.
- عن طبريا: الشيخ طاهر طبري.
- عن الناصرة: اسكندر كوزما، سيف الدين الزعبي.
- عن يافا: الشيخ راغب الدجاني، يوسف العيسى.
- عن بيت لحم: عيسى البندك.
- عن الخليل: الشيخ عبد الله طهبوب.
- عن بئر السبع: الشيخ فريح أبو مدين.
- عن القدس: عارف الدجاني الداودي، يعقوب فراج.

أصدر المؤتمر في ختام أعماله ميثاقا ضم البنود التالية:
1. فلسطين هي سورية الجنوبية وجزء لا يتجزأ من سورية.
2. الاستقلال التام لسورية جميعها بلا حماية ولا وصاية ولا احتلال وضمن الوحدة العربية.
3. رفض وعد بلفور ورفض الهجرة اليهودية إلى فلسطين ورفض كل دعوى لليهود فيها.

تولّى محمد عزة دروزة مع زميل له إعداد مذكرة بخصوص هذا الشأن وتقديمها إلى الحاكم العسكري للبلاد لإرسالها إلى الحكومة في بريطانيا، وإلى مؤتمر السلم المنعقد في باريس.